# Alexandre Chabot
Alexandre Chabot (ur. 27 października 1981 w Reims) – francuski wspinacz sportowy. Specjalizował się w boulderingu, w prowadzeniu oraz we wspinaczce klasycznej. Dwukrotny mistrz Europy z 2000 oraz z 2002

## Kariera sportowa
W 2000 w Monachium na mistrzostwach Europy wywalczył złoty medal w konkurencji prowadzenia, który obronił na mistrzostwach w Chamonix w 2002. Na kolejnych mistrzostwach w Lecco zdobył brązowy medal.
W 2005 w Monachium na mistrzostwach świata zdobył brązowy medal w konkurencji prowadzenia. Uczestnik World Games w Duisburgu, gdzie zdobył srebrny medal w prowadzeniu.
Wielokrotny uczestnik, prestiżowych, elitarnych zawodów wspinaczkowych Rock Master we włoskim Arco, które wygrał w kolejnych latach; 2002, 2003 oraz w 2004.

## Osiągnięcia

### Mistrzostwa świata
| Konkurencje | 1999 | 2001 | 2003 | 2005 | 2007 |
| Prowadzenie | 6    | 4    | 5    | 3    | 16   |

### Mistrzostwa Europy
| Konkurencje | 2000 | 2002 | 2004 | 2006 |
| Prowadzenie | 1    | 1    | 2    | 9    |

### World Games
| Konkurencje | 2005 |
| Prowadzenie | 2    |

### Rock Master
| Konkurencje | 2000 | 2002 | 2003 | 2004 | 2005 |
| Bouldering  | 6    | —    | —    | —    | —    |
| Prowadzenie | 17   | 1    | 1    | 1    | 6    |